# Firjan IEL
Firjan IEL é a equivalente fluminense do Instituto Euvaldo Lodi (IEL) nacional, que foi criado pela Confederação Nacional da Indústria (CNI) em conjunto com o Serviço Social da Indústria (SESI) e o Serviço Nacional de Aprendizagem Industrial (SENAI), em 1969.
A função básica da Firjan IEL é unir universidades e instituições de pesquisa com a indústria. Dentre suas funções, desenvolve programas de empreendedorismo a fim de promover a criação de novas lideranças e a adoção, no currículo universitário, de disciplinas voltadas para a ação empreendedora.
Além disso, estimula programas e projetos inovadores, bem como a gestão da inovação e da tecnologia, inserindo produtos tecnológicos e intelectuais de instituições de ensino nas empresas, o que gera mais competitividade industrial.

## Academia e empresas
A Firjan IEL, entidade integrante da Firjan, se concentra na relação entre universidades e mercado, mais especificamente em duas áreas:
- Programa de apoio às empresas juniores --> Sua função era orientar a formação de empresas em universidades, ou seja, aquelas que são totalmente montadas e geridas por estudantes. Tal ajuda é importante, pois esses empreendimentos visam ao exercício da profissão ao prestarem consultoria no mercado. Os alunos contavam, ainda, com a ajuda de professores;[3]
- Programa de apoio às incubadoras de empresas → As organizações que abrigam essas empresas juniores (ou empresas incubadas) são chamadas de incubadoras de empresas. O que a Firjan IEL fazia era dar suporte às universidades na criação e desenvolvimento de incubadoras (não confundir com aceleradoras), ajudando assim a consolidar as incubadas no mercado.[4]

As principais universidades do Estado do Rio de Janeiro são parceiras da Firjan IEL.

## Outras formas de atuação
No que diz respeito a tecnologia e inovação, a Firjan IEL desenvolve programas e projetos como os abaixo:
- Diagnóstico empresarial: apuração e avaliação da gestão nas empresas, além de capacitação empresarial (de empresários, executivos e técnicos) por meio de treinamentos, palestras, seminários e consultorias adaptados à realidade de cada negócio.[2] Os cursos regulares nessa área são:[6]
  - Firjan IEL- Coppe
    - Gestão de negócios e decisões em tempo de transformações;
    - Instrumentos de gestão eficiente.

  - Linha de financiamento não reembolsável para inovação[nota 1]
  - Inovando na gestão
    - Gestão financeira de empresas;
    - Formulação de estratégias: conceitos e práticas;
    - Gestão de estratégia com o balanced scorecard;
    - Gestão por processos;
    - Gestão de custos de produção;
    - Gestão de pessoas;
    - Gestão de operações:
      - Tecnologias de gestão do fluxo da produção
      - Tecnologias para gestão da produção sob encomenda
      - Gestão da capacidade de produção pela Teoria das Restrições
      - Gestão de materiais
- Estágio: integra estagiários da Firjan SENAI ao setor industrial. Isso inclui:[7]
  - Recrutamento e pré-seleção de candidatos;
  - Gestão do programa de estágio;
  - Emissão, renovação, aditivos e rescisão dos Termos de Compromisso;
  - Gestão do seguro de vida e acidentes pessoais;
  - Acompanhamento administrativo do estágio;
  - Orientação sobre a legislação de estágio.
- Programa Bitec: volta-se para empresas de pequeno porte que buscam a atuação de universitários focados em inovação tecnológica e aprimoramento de gestão para maior competitividade;
- Seminário de Empreendedorismo Firjan IEL: encontro anual promovido pela Firjan IEL e apoiado pelos Conselhos de Jovens Empresários das federações das indústrias do Rio e de São Paulo.[8] Seu objetivo é fortalecer a cultura empreendedora ao valorizar criatividade e inovação. Cada edição costuma reunir mais de quinhentas pessoas;[9]

| EDIÇÃO | ANO  | TEMA                                                        |
| ------ | ---- | ----------------------------------------------------------- |
| I      | 2007 | Seminário e feira de empreendedorismo (vários temas)        |
| II     | 2008 | II Seminário de Empreendedorismo (vários temas)             |
| III    | 2009 | Oportunidades e desafios no mundo virtual                   |
| IV     | 2010 | Fazendo as ideias acontecerem                               |
| V      | 2011 | Rio empreendedor                                            |
| VI     | 2012 | Acesso a capital e inovação                                 |
| VII    | 2013 | Grandes empresas que estão investindo em startups no Brasil |
| VIII   | 2014 | Empreendedorismo Inovador                                   |

- Semana IEL nas Universidades: evento que percorreu centros acadêmicos do Estado do Rio de Janeiro para “compartilhar experiências que contribuem para a difusão do conhecimento, gerando novas ideias e estimulando o empreendedorismo e as soluções criativas e inovadoras”.[10] Seus principais objetivos incluiam a criação de um canal para parcerias entre a academia e a Firjan IEL, a geração de ideias, a promoção do Instituto e o estímulo ao empreendedorismo.[9] Histórico:

|               | 2011  | 2012  | 2013  |
| ------------- | ----- | ----- | ----- |
| Alunos        | 3.282 | 4.564 | 4.750 |
| Universidades | 7     | 8     | 9     |

- Fórum IEL de Gestão Empresarial: seu principal objetivo é prover, por meio de palestras, informação qualificada sobre gestão empresarial. Para isso, palestrantes do Brasil e do exterior são convidados para debater com os empresários fluminenses.[11]
- Meu Futuro Negócio: um importante programa que foi realizado pela Firjan IEL é o “Meu Futuro Negócio”, em parceria com o Instituto Gênesis da Pontifícia Universidade Católica do Rio de Janeiro. Voltado para alunos de graduação e pós-graduação da PUC-Rio, o curso visava abrir um espaço para o desenvolvimento e a implementação de ideias empreendedoras. Para isso, compreendeu encontros com empresários e investidores (que ensinam como preparar planos de negócios e fazer pitches) e aulas que abordam temas afins, como linhas de financiamento. Os donos das três melhores ideias recebiam como prêmio seis meses de pré-incubação no Instituto Gênesis (com metodologia de empreendedorismo em grupo), enquanto o melhor pitch dava a seu autor um curso internacional de curta duração.[12]

Em geral, os cursos tinham duração de três meses, com encontros uma vez por semana, o que soma doze aulas. Renomados empresários já ministraram aulas, representando companhias como Spoleto, Koni, Niely, Via Mia e Peixe Urbano. Eles abordaram suas experiências como empreendedores, enquanto os representantes da Firjan ensinavam sobre competitividade empresarial. Costumam participar alunos das áreas de Design, Administração, Engenharia, Comunicação e Arquitetura, que desejam dar o primeiro passo para elaborar novos projetos e novas empresas. Já para Alberto Besser, superintendente da Firjan IEL, a intenção é “inspirar os alunos para gerar ideias e transformá-las em negócio.” O curso fez parte do Programa de Formação de Empreendedores (PFE) da Coordenação de Ensino de Empreendedorismo (CEMP) do Instituto Gênesis da PUC-Rio.

## História do IEL nacional
Olhando para a história do Instituto, é possível identificar algumas fases. Nos seus primeiros dezessete anos, de 1969 até 1986, seu foco era restrito à integração da indústria com a universidade. Depois disso, os esforços também se concentraram na análise dos resultados alcançados por meio dos projetos voltados para a união do setor produtivo com a academia, além do agrupamento desses projetos em programas operacionais. Já o terceiro período é marcado pela edição do Plano Nacional de Interação Indústria-Universidade para 1990, visando apoiar projetos de desenvolvimento tecnológico da indústria mediante as seguintes estratégias: “tecnológica, sindical, das vocações regionais, do apoio às pequenas e médias indústrias, da integração institucional do Sistema CNI, da defesa dos valores da livre iniciativa e do intercâmbio permanente das partes envolvidas na política.”[14]
E apesar de buscar maior produção e melhor qualidade na indústria, o IEL também procura “erradicar o analfabetismo, expandir o ensino básico e qualificar profissionalmente expressivos contingentes humanos” e, assim, inserir o Brasil no mercado internacional.[15]

## Firjan IEL
No que tange à sua atuação local, o Instituto considera importante desenvolver uma visão particular de cada realidade do Brasil. Por isso, o Núcleo Central do IEL mantém as Comissões Regionais e as Comissões Setoriais.16 Na verdade, no primeiro artigo de seu próprio estatuto de criação está previsto que o Instituto pode usar Núcleos Regionais nos estados e no Distrito Federal a fim de executar seus objetivos. No capítulo V, mais especificamente, ele estabelece que o Núcleo Central tem o poder de “delegar a execução de atividades aos Núcleos Regionais na implementação de programas, projetos, convênios e outras ações” (capítulo V, artigo 26). Dessa forma, cada núcleo teria a direção do “presidente da Federação de Indústrias local, contaria com um diretor regional e um Conselho Consultivo composto por um representante da Federação, um do Senai e um do Sesi”. É por causa dessa premissa que existe a Firjan IEL e os demais que se encontram espalhados pelo país.

## Euvaldo Lodi
O político Euvaldo Lodi e o engenheiro Roberto Simonsen foram homenageados pela indústria devido à dimensão do trabalho de ambos: enquanto o primeiro deu nome ao IEL, o segundo virou nome de “um instituto de estudos e pesquisas da Federação das Indústrias do Estado de São Paulo, que compreende sua estrutura o COPS - Conselho Superior de Orientação Política e Social.”